# Џибути на Светском првенству у атлетици у дворани 2024.
Џибути је учествовао на 19. Светском првенству у атлетици у дворани 2024. одржаном у Глазгову од 1. до 3. марта шести пут. Репрезентацију Џибутија представљао је 1 такмичара који се такмичио у трци 3.000 метара.,
На овом првенству такмичар Џибутија није освојио ниједну медаљу али је оборио лични рекорд.

## Учесници
Мушкарци:
- Мохамед Исмаил — 3.000 м

## Резултати

### Мушкарци
| Атлетичар      | Дисциплина | Лични рекорд | Финале     | Финале | Детаљи |
| Атлетичар      | Дисциплина | Лични рекорд | Резултат   | Место  | Детаљи |
| -------------- | ---------- | ------------ | ---------- | ------ | ------ |
| Мохамед Исмаил | 3.000 м    |              | 7:50,05 ЛР | 9 / 12 |        |